# M16
 Тази статия е за мъглявината Орел.  За американската щурмова винтовка вижте M16 (автомат).  
Вижте пояснителната страница за други значения на Орел.
Мъглявината Орел, позната още като М16, и NGC 6611, е разсеян звезден куп, намиращ се по посока на съзвездието Змия (съзвездие). Открита е през 1746 от Жан-Филип Шезо. Междузвездното пространство на купа е изпълнено с мъглявина, заради която цялата система е позната просто като „мъглявината Орел“. Тази мъглявина е съставена от йонизиран водород (HII), и в нея тече бурно звездообразуване. М16 се намира на около 7000 св.г.. Най-ярката звезда от купа е със звездна величина m=8.24 и се вижда лесно с добър бинокъл. Тези прахови образувания са на възраст 5,5 млн.г. и в М16 се съдържат много горещи и млади звезди от спектрален тип О6. Най-ярката звезда на купа е с видима звездна величина 8,24. От дистанцията, на която се намира този куп и ъгловия му диаметър, равняващ се на 7’ се определя неговия линеен диаметър – 15 св.г. Мъглявината се простира далеч навън, с диаметър 30’, което отговаря на размер от 70х55 св.г.
Звездният куп и мъглявината Орел в Змия се виждат много добре в телескопи при малки увеличения. Видимият магнитуд от 6,4 позволява и наблюдения с бинокъл. В 4” телескоп могат да се видят до 20 звезди на фона на мъглявина. Тъмните стълбове могат да се видят само в големи инструменти с апертура поне 12”.
 През 1995, след наблюдения с Космическия телескоп Хъбъл, в нея са открити образувания, наричани от някои „стълбове на сътворение“. Това са тъмни прахови облаци, в които се образуват протозвезди. По-нататъшни наблюдения с космическата обсерватория Чандра показват, че рентгеновите източници не са свързани с тези протозвезди, което означава, че те не са станали достатъчно горещи, за да излъчват в рентгеновата област.